# سوكاتا
سوكاتا  (بالإنجليزية: SOCATA)‏ هي شركة فرنسية، تنتج معدات وأجهزة الطيران المدني العام. والطائرات التي تدفع بمحركات مكبسية ومحركات المراواح التربينية ، بما في ذلك طائرات رجال الأعمال والطائرات الشخصية الصغيرة أو التدريب، فضلا عن إنتاج هياكل الطائرات لغيرها من الشركات المصنعة مثل ايرباص ، داسو ، امبراير ، يوروكوبتر وشركة لوكهيد مارتن. يقع مقر الشركة حاليا في تارب، فرنسا.
تأسست في 1911. يقع مقرها في فرنسا.

## وصلات خارجية
- الموقع الإلكتروني